# Estación de La Chapelle
La Chapelle es una estación de la línea 2 del metro de París situada en el límite entre los distritos X y XVIII al norte de la ciudad.
A través de un largo pasillo ofrece una conexión con la estación de tren de París Norte, y con las líneas B, D y E de la red de cercanías, esta última a través de otro pasillo que lleva hasta la estación de Magenta.

## Historia
La estación se abrió al público en 1903. Está situada en un tramo de línea elevado y desde los extremos del andén se puede ver la Basílica del Sacré Coeur en Montmartre. 
El pueblo de La Chapelle, también conocido como La Chapelle Saint-Denis, dada su dependencia de la abadía de Saint-Denis, se situaba entre los pueblos de Montmartre y Belleville. Debe su nombre a una capilla dedicada a Santa Genoveva. Fue absorbido por París en 1860, mucho antes de pasar el metro.
La estación sirvió como imagen de la campaña publicitaria de promoción de las ciudades candidatas para los juegos olímpicos de 2012 difundida en 2004.

## Descripción
Se compone de dos vías y de dos andenes laterales de 75 metros. Forma parte de las cuatro estaciones aéreas de la línea al situarse sobre un largo viaducto que sortea las vías férreas que acceden a la Estación de París Norte y París Este y el canal Saint-Martin. 
Como muchas estaciones no subterráneas los habituales azulejos blancos del metro parisino se limitan a una porción menor de las paredes ya que estas se han sustituido por amplias cristaleras. La parte superior de cada andén está protegida por una sencilla cubierta parcialmente transparente que sostiene una estructura metálica. 
La señalización por su parte usa la moderna tipografía Parisine donde el nombre de la estación aparece en letras blancas sobre un panel metálico de color azul. Por último, los asientos son blancos, individualizados y de estilo Motte.

## Alrededores
- Teatro de Bouffes du Nord, situado en el bulevar de La Chapelle, frente a la estación.
- Al norte de la estación el barrio es más multiétnico, con inmigrantes de orígenes diversos, aunque también habitan franceses en él.
- El barrio ubicado al sur de la estación acoge numerosos comercios hindúes; así, podemos encontrar supermercados de productos hindúes, tiendas de decoración o de videocasetes y DVD. También se encuentran restaurantes hindúes de precio medio, dado que el barrio no está considerado como uno de los más chic de la ciudad.